# Петре Бицевски
Петре Ристов Бицевски (на македонска литературна норма: Петре Ристов Бицевски) e писател и публицист от Северна Македония.

## Биография
Роден е на 19 октомври 1939 година във воденското село Горно Пожарско, Гърция. Брат е на Тръпко Бицевски. През 1948 година семейството му емигрира в светиниколското село Ерджелия, Федерална Югославия. През 1964 година завършва средно земеделско училище в Струмица, а през 1968 година Висшата педагогическа школа в Скопие. В периода 1968-1971 преподава македонски език в Свети Никола. От 1971 до пенсионирането си през 2000 година преподава в Скопие. От 1993 е член на Демократическата партия на Македония.